# Xylodes binodulus
Xylodes binodulus là một loài bọ cánh cứng trong họ Ptinidae. Loài này được Boheman miêu tả khoa học năm 1858.